# Adwolf, Virginia
Adwolf, Virginia (енгл. Adwolf) насељено је место без административног статуса у америчкој савезној држави Вирџинија.

## Демографија
По попису из 2010. године број становника је 1.530, што је 73 (5,0%) становника више него 2000. године.
| Група             | 2000.         | 2010.         |
| Белци             | 1.419 (97,4%) | 1.470 (96,1%) |
| Афроамериканци    | 2 (0,1%)      | 17 (1,1%)     |
| Азијати           | 3 (0,2%)      | 4 (0,3%)      |
| Хиспаноамериканци | 17 (1,2%)     | 30 (2,0%)     |
| Укупно            | 1.457         | 1.530         |